# Muszynka

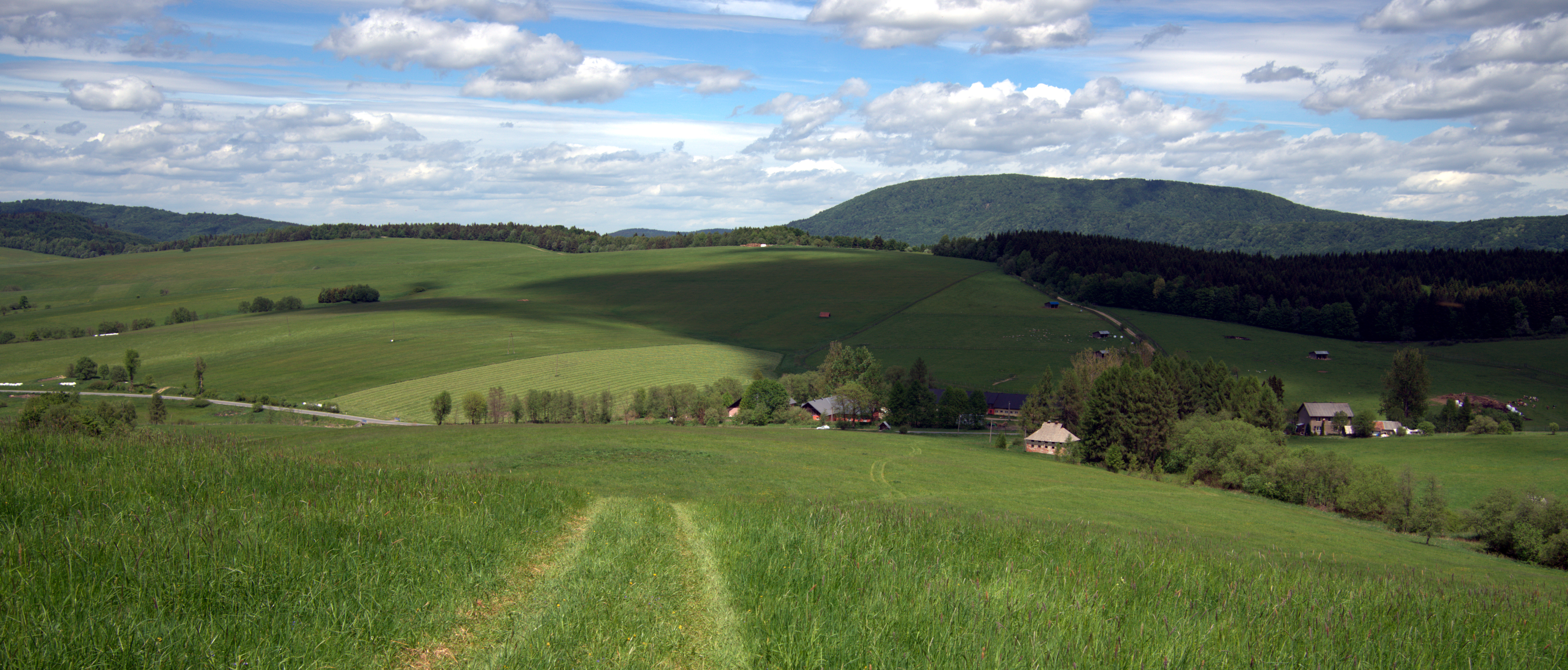

Muszynka (j. łemkowski Мушынка) – wieś w Polsce położona w województwie małopolskim, w powiecie nowosądeckim, w gminie Krynica-Zdrój.

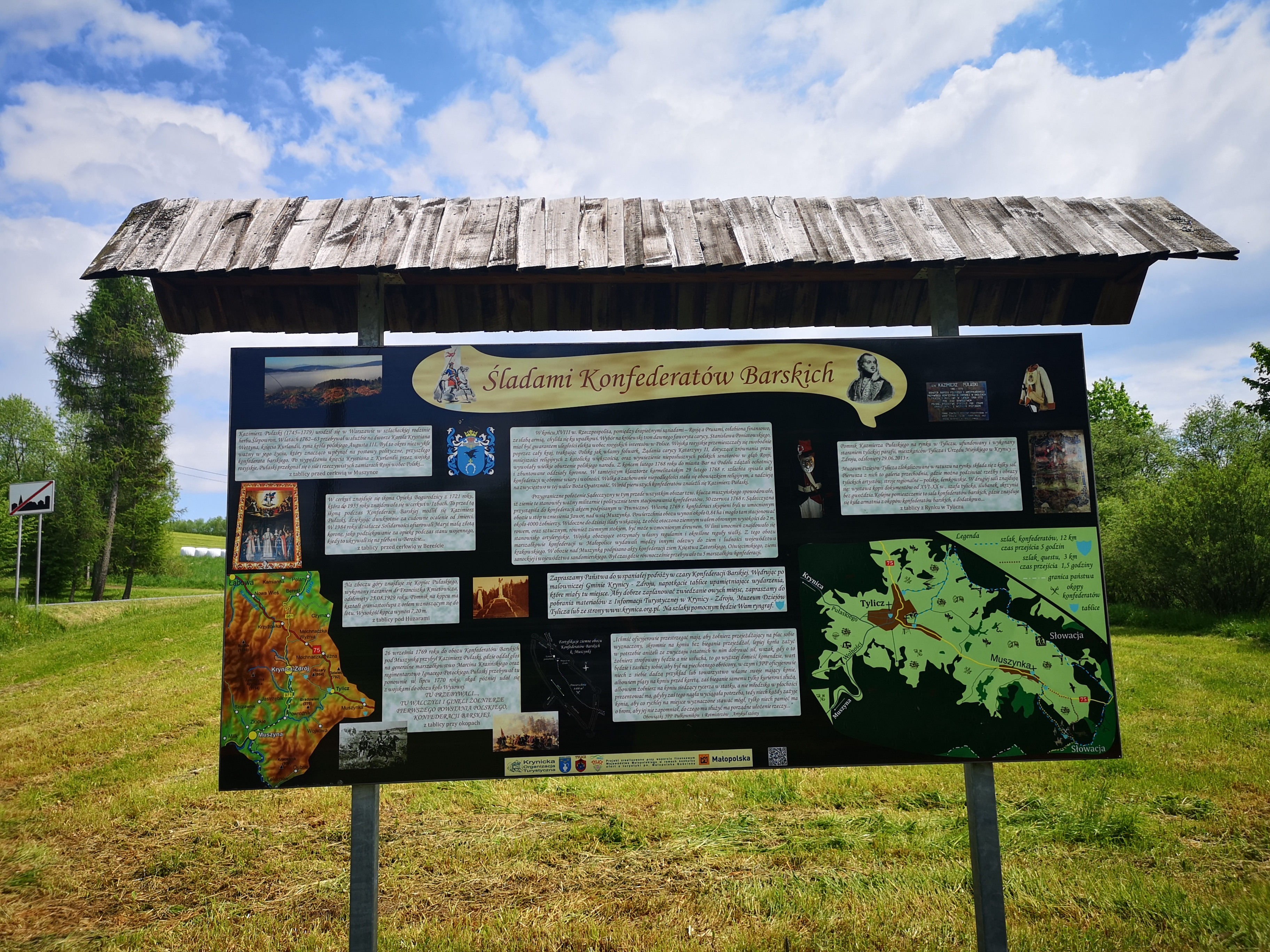
Śladami konfederatów barskich

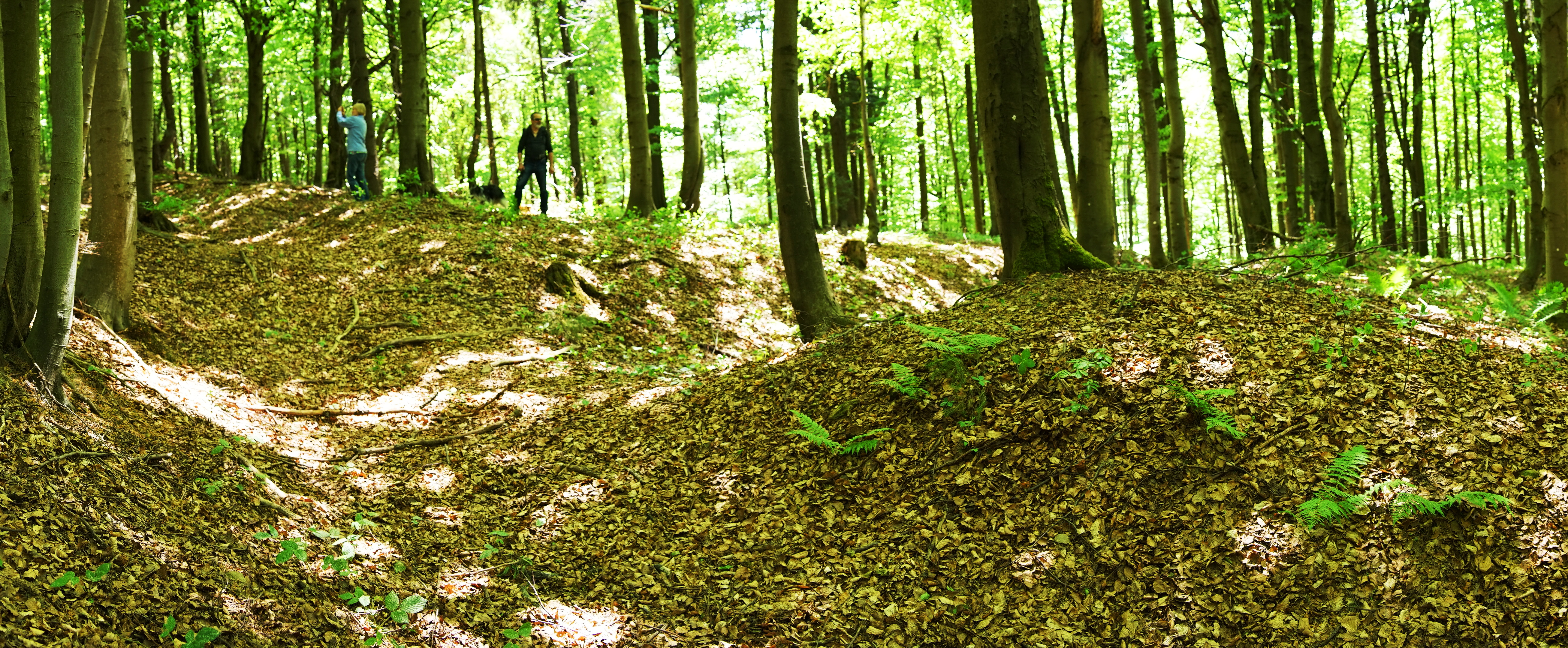
Rezerwat przyrody Okopy Konfederackie

Wieś biskupstwa krakowskiego w powiecie sądeckim w województwie krakowskim w końcu XVI wieku. W latach 1975–1998 miejscowość administracyjnie należała do województwa nowosądeckiego.

## Położenie
Miejscowość położona jest w dolinie górnego biegu rzeki Muszynka, na granicy dwóch regionów geograficznych: Góry Leluchowskie i Beskid Niski. Miejscowość od południa i północnego wschodu graniczy ze Słowacją. Przez wieś przebiega droga krajowa nr 75, która prowadzi do leżącego na terenie wsi przejścia granicznego ze Słowacją. Droga ta przez Przełęcz Tylicką prowadzi dalej na Słowację do miejscowości Kurov.
We wsi stoi dawna drewniana cerkiew greckokatolicka św. Jana Apostoła, otoczona kamiennym murem z bramką, obecnie kościół rzymskokatolicki.
Nad wsią, w stronę granicy ze Słowacją znajdują się Okopy konfederatów barskich, gdzie utworzono krajobrazowy rezerwat przyrody.

## Historia
- 1920 – powstaje Ochotnicza Straż Pożarna[5]
- 1936 – wieś zamieszkana była w całości przez Łemków, grekokatolików, istniała tu czytelnia książek w języku ukraińskim
- 1947 – wysiedlenie Łemków

## OSP Muszynka
- Muszynka 51
- 33-383 Tylicz

Ochotnicza Straż Pożarna w Muszynce została założona w 1920 roku.
Jednostka działa poza strukturami Krajowego Systemu Ratowniczo-Gaśniczego (KSRG).

### Wyjazdy ratownicze
Liczbę wyjazdów ratowniczych jednostki OSP Muszynka w ostatnich latach prezentuje poniższa tabela.
| ROK  | OGÓŁEM | POŻARY | MIEJSCOWE ZAGROŻENIA | ALARMY FAŁSZYWE | PRZEKAZANIE NA ZABEZPIECZENIE OPERACYJNE REJONU |
| 2013 | 1      | 1      | 0                    | 0               | 0                                               |
| 2014 | 5      | 1      | 4                    | 0               | 0                                               |
| 2015 | 4      | 2      | 2                    | 0               | 0                                               |
| 2016 | 7      | 4      | 3                    | 0               | 0                                               |
| 2017 | 8      | 2      | 6                    | 0               | 0                                               |
| 2018 | 5      | 2      | 3                    | 0               | 0                                               |
| 2019 | 12     | 5      | 7                    | 0               | 0                                               |

### Samochód pożarniczy
OSP Muszynka to jednostka kategorii S-1, co oznacza, że w jej podziale bojowym znajduje się jeden samochód pożarniczy. Jest nim MAN TGM 13.290.

## Demografia
Ludność według spisów powszechnych, w 2009 według PESEL.
| Rok    | 1900 | 1921 | 1931 | 2002 |
| Liczba | 116  | 102  | 113  | 72   |

| Zwierzęta | Konie | Bydło | Owce | Świnie |
| Liczba    | 33    | 431   | 149  | 133    |

## Szlaki turystyczne
– żółty: Muszynka – Rezerwat przyrody Okopy Konfederackie – Wysoka Horka – Wojkowa – Kamienny Horb – Muszyna. 6.45 h, ↓ 7.30 h

## Znane osoby związane z Muszynką
- Joanna Kulig – aktorka teatralna i filmowa
- Justyna Schneider – aktorka telewizyjna i filmowa